# Медерас (Сату-Маре)
Медерас (рум. Mădăras) — село у повіті Сату-Маре в Румунії. Адміністративно підпорядковане місту Ардуд.
Село розташоване на відстані 439 км на північний захід від Бухареста, 12 км на південь від Сату-Маре, 115 км на північний захід від Клуж-Напоки.

## Населення
За даними перепису населення 2002 року у селі проживали 1076 осіб.
Національний склад населення села:
| Національність | Кількість осіб | Відсоток |
| -------------- | -------------- | -------- |
| румуни         | 878            | 81,6%    |
| цигани         | 123            | 11,4%    |
| німці          | 37             | 3,4%     |
| угорці         | 36             | 3,3%     |

Рідною мовою назвали:
| Мова      | Кількість осіб | Відсоток |
| --------- | -------------- | -------- |
| румунська | 916            | 85,1%    |
| угорська  | 157            | 14,6%    |